# 草桥清真寺

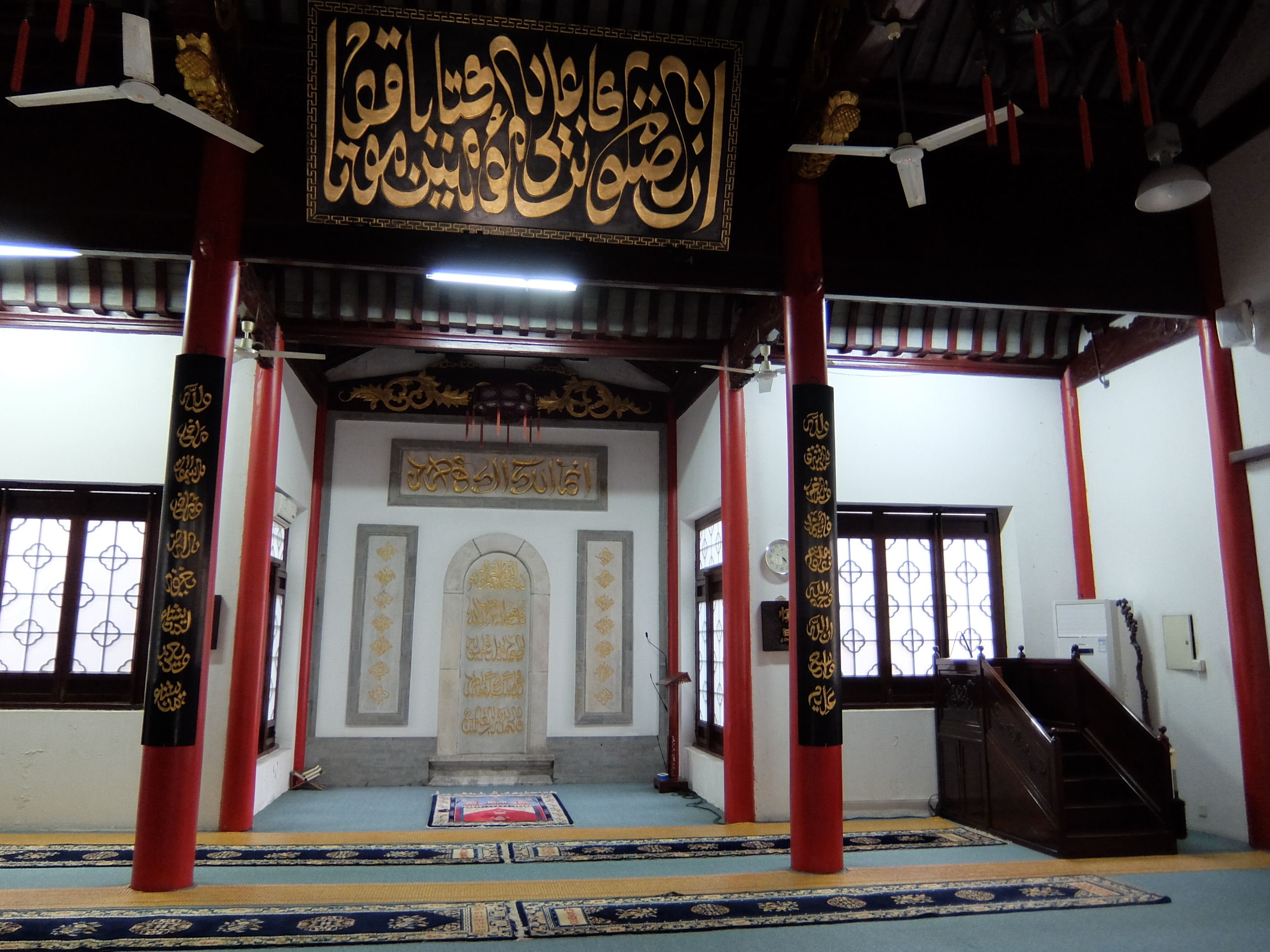
大殿

草桥清真寺是一座伊斯兰教清真寺，位于中国江苏省南京市秦淮区甘雨巷26-32号。

## 历史
草桥清真寺最初建于清乾隆年间，座落于回民聚居区七家湾东首打钉巷，是南京教民人数最多的清真寺。太平天国运动期间该寺被毁，战后于1866年重建。1912年，中国回教联合会成立后，总会设于此处。文革期间，该寺由工厂占用，损坏严重，大殿倒塌。1985年归还清真寺，已无法使用。1992年公布为南京市文物保护单位。因打钉巷拓宽道路，区政府决定将草桥清真寺由打钉巷20号南移40米至甘雨巷26-32号，东临红土桥，西至鼎新路。并将太平路清真寺大殿、二殿按原貌移建于草桥寺。2002年底开工，2005年3月竣工。

## 建筑
草桥清真寺属于中国古典宫殿风格，包括大殿、讲经堂、净水堂。

## 交通
距离该寺最近的地铁站是张府园站，步行可达。